# Mariosousa russelliana
Mariosousa russelliana é uma espécie de leguminosa do gênero Acacia, pertencente à família Fabaceae.